# Česká hokejová extraliga 2016/2017
Česká hokejová extraliga 2016/2017 byla 24. ročníkem nejvyšší hokejové soutěže v České republice.

## Kluby podle krajů
- Praha:
  - HC Sparta Praha
- Středočeský kraj:
  - BK Mladá Boleslav
- Plzeňský kraj:
  - HC Škoda Plzeň
- Pardubický kraj:
  - HC Dynamo Pardubice
- Liberecký kraj:
  - Bílí Tygři Liberec
- Ústecký kraj:
  - HC Verva Litvínov
  - Piráti Chomutov
- Moravskoslezský kraj:
  - HC Oceláři Třinec
  - HC Vítkovice Ridera
- Olomoucký kraj:
  - HC Olomouc
- Zlínský kraj:
  - PSG Zlín
- Karlovarský kraj
  - HC Energie Karlovy Vary
- Královéhradecký kraj:
  - Mountfield HK
- Jihomoravský kraj:
  - HC Kometa Brno

## Systém soutěže

### Základní část
Soutěže se účastnilo celkem 14 klubů. Ty se nejprve utkaly vzájemně 4× každý s každým (vždy dvakrát na svém hřišti a dvakrát na soupeřově hřišti). Po odehrání těchto 52 utkání se sestavila tabulka (vítězství bylo obodováno 3 body, vítězství v prodloužení či na samostatné nájezdy za 2 body, naopak porážka v prodloužení či na samostatné nájezdy za 1 bod a porážka v základní době není bodována vůbec). Prvních šest týmů postoupilo do playoff přímo, týmy na 7. až 10. místě postoupily do předkola playoff a níže umístěné celky se utkaly ve skupině playout.

### Playoff
V předkole playoff se utkal tým na 7. místě s týmem na 10. místě a tým na osmém místě s týmem na místě devátém. Do dalších bojů postoupil z dvojice vždy ten celek, který dříve dosáhl tří vítězství. Postoupivší týmy doplnily předchozích šest týmů v playoff, v němž se utkaly 1. tým po základní části s týmem postupujícím z předkola, který byl po základní části v tabulce extraligy hůře umístěn. Zbývající postupující z předkola se utkal s týmem na druhém místě a další dvojice vytvoří týmy na 3. a 6. místě, resp. na 4. a 5. místě. Z těchto čtyř dvojic postoupily do dalších bojů celky, jež dříve dosáhly čtyř vítězství. V semifinále se utkaly tým postupující ze čtvrtfinále, který byl po základní části nejvýše postaven ze všech čtyř semifinalistů, s týmem postoupivším ze čtvrtfinále, který byl po základní části naopak nejhorším ze všech týmů, jež do semifinále postoupily. Zbylé dva týmy utvořily druhou dvojici. Do finále postoupil z obou dvojic vždy ten celek, který dosáhl dříve čtyř vítězství. Finále se hrálo na čtyři vítězná utkání a jeho vítěz získal titul mistra extraligy a Masarykův pohár. Ve všech fázích playoff začínaly boje vždy dvěma utkáními na stadionu lépe postaveného týmu po základní části, dále následovalo jedno nebo dvě utkání (to podle vývoje série) na hřišti hůře postaveného týmu a následně – pokud je odehrání těchto utkání nutné – se týmy v pořadatelství střídaly, a to vždy po jednom zápase.

### Playout
Do playout si celky přinášely bodové zisky a počty vstřelených i obdržených branek totožné se základní tabulkou a následně se utkávaly vzájemně mezi sebou, kdy každý z týmů odehrál celkem šest utkání, a to s každým z týmů ve skupině playout (jednou coby hostitel utkání, podruhé co by hostující tým). Výsledky i bodové zisky (vítězství je bodováno 3 body, vítězství v prodloužení či na samostatné nájezdy za 2 body, naopak porážka v prodloužení či na samostatné nájezdy za 1 bod a porážka v základní době není bodována vůbec) byly připočítány k ziskům po základní části a dva nejhorší týmy se utkaly se dvěma nejlepšími týmy první ligy v baráži o setrvání v extralize i pro příští sezónu.

### Baráž
V baráži se střetly dva nejhorší týmy extraligy (po odehrání zápasů skupiny playout) s vítěznými semifinalisty první ligy. Baráž se hrála formou čtyřčlenné skupiny čtyřkolovým systémem každý s každým (celkem tedy 12 kol). Po odehrání všech utkání baráže se sestavila tabulka a týmy na prvních dvou místech budou hrát v sezóně 2017/2018 extraligu, zbylé dva týmy první ligu.

## Základní údaje

### Stadiony
Poznámka: Tabulka uvádí kluby v abecedním pořadí.
| Klub                    | Stadion               | Kapacita |
| ----------------------- | --------------------- | -------- |
| Bílí Tygři Liberec      | Home Credit Arena     | 7 500    |
| BK Mladá Boleslav       | ŠKO-ENERGO Aréna      | 4 200    |
| HC Dynamo Pardubice     | Tipsport Arena        | 10 194   |
| HC Energie Karlovy Vary | KV Arena              | 5 444    |
| HC Kometa Brno          | DRFG Arena            | 7 700    |
| Mountfield HK           | Fortuna aréna         | 6 890    |
| HC Oceláři Třinec       | Werk Arena            | 5 200    |
| HC Olomouc              | ZS Olomouc            | 5 500    |
| Piráti Chomutov         | SD aréna              | 5 250    |
| PSG Zlín                | ZS Luďka Čajky        | 7 000    |
| HC Sparta Praha         | O2 arena              | 17 360   |
| HC Škoda Plzeň          | Home Monitoring Aréna | 8 236    |
| HC Verva Litvínov       | ZS Ivana Hlinky       | 6 011    |
| HC Vítkovice Ridera     | Ostravar Aréna        | 10 109   |

### Personál a ostatní (stav na začátku sezóny)
Údaje v tabulce jsou platné k začátku soutěže.
| Klub                    | Hlavní trenér     | Kapitán            | Přestupy | Asistent trenéra | Předchozí sezona | Soupisky |
| ----------------------- | ----------------- | ------------------ | -------- | ---------------- | ---------------- | -------- |
| Bílí Tygři Liberec      | Filip Pešán       | Branko Radivojevič | Zde      | Karel Mlejnek    | Zlatá medaile    | Zde      |
| HC Sparta Praha         | Jiří Kalous       | Jaroslav Hlinka    | Zde      | Zdeněk Moták     | Stříbrná medaile | Zde      |
| HC Škoda Plzeň          | Michal Straka     | Ondřej Kratěna     | Zde      | Ladislav Čihák   | Bronzová medaile | Zde      |
| BK Mladá Boleslav       | František Výborný | Jakub Klepiš       | Zde      | Marian Jelínek   | 4. místo         | Zde      |
| Mountfield HK           | Václav Sýkora     | Jaroslav Bednář    | Zde      | Tomáš Martinec   | 5. místo         | Zde      |
| HC Olomouc              | Zdeněk Venera     | Martin Vyrůbalík   | Zde      | Jan Tomajko      | 6. místo         | Zde      |
| PSG Zlín                | Rostislav Vlach   | Ondřej Veselý      | Zde      | Juraj Jurík      | 7. místo         | Zde      |
| Piráti Chomutov         | Vladimír Růžička  | Michal Vondrka     | Zde      | Petr Martínek    | 8. místo         | Zde      |
| HC Kometa Brno          | Libor Zábranský   | Leoš Čermák        | Zde      | Martin Pešout    | 9. místo         | Zde      |
| HC Oceláři Třinec       | Vladimír Kýhos    | Zbyněk Irgl        | Zde      | René Mucha       | 10. místo        | Zde      |
| HC Vítkovice Ridera     | Jakub Petr        | Rostislav Olesz    | Zde      | Pavel Trnka      | 11. místo        | Zde      |
| HC Dynamo Pardubice     | Miloš Holaň       | Tomáš Rolinek      | Zde      | Pavel Marek      | 12. místo        | Zde      |
| HC Verva Litvínov       | Radim Rulík       | Michal Trávníček   | Zde      | Darek Stránský   | 13. místo        | Zde      |
| HC Energie Karlovy Vary | Jan Tlačil        | Václav Skuhravý    | [Zde]    | Mikuláš Antonik  | 14. místo        | Zde      |

## Konečná tabulka základní části
| Poř. | Tým                     | Z  | V  | VP | PP | P  | VG  | OG  | B   |
| ---- | ----------------------- | -- | -- | -- | -- | -- | --- | --- | --- |
| 1.   | Bílí Tygři Liberec      | 52 | 31 | 2  | 6  | 13 | 136 | 102 | 103 |
| 2.   | HC Oceláři Třinec       | 52 | 24 | 9  | 8  | 11 | 158 | 125 | 98  |
| 3.   | HC Sparta Praha         | 52 | 26 | 5  | 6  | 15 | 164 | 117 | 94  |
| 4.   | Mountfield HK           | 52 | 24 | 5  | 7  | 16 | 159 | 125 | 89  |
| 5.   | HC Verva Litvínov       | 52 | 20 | 13 | 2  | 17 | 128 | 126 | 88  |
| 6.   | HC Kometa Brno (C)      | 52 | 22 | 4  | 10 | 16 | 158 | 139 | 84  |
| 7.   | Piráti Chomutov         | 52 | 18 | 10 | 6  | 18 | 149 | 154 | 80  |
| 8.   | HC Vítkovice Ridera     | 52 | 19 | 8  | 3  | 22 | 119 | 126 | 76  |
| 9.   | HC Škoda Plzeň          | 52 | 19 | 5  | 6  | 22 | 135 | 138 | 73  |
| 10.  | BK Mladá Boleslav       | 52 | 21 | 2  | 6  | 23 | 132 | 148 | 73  |
| 11.  | PSG Zlín                | 52 | 17 | 8  | 4  | 23 | 126 | 155 | 71  |
| 12.  | HC Olomouc              | 52 | 17 | 7  | 5  | 23 | 123 | 127 | 70  |
| 13.  | HC Energie Karlovy Vary | 52 | 12 | 1  | 11 | 28 | 107 | 160 | 49  |
| 14.  | HC Dynamo Pardubice     | 52 | 9  | 6  | 5  | 32 | 128 | 180 | 44  |

- (C) = držitel mistrovského titulu

| Vysvětlivka                          |
| ------------------------------------ |
| Přímý postup do čtvrtfinále play off |
| Postup do předkola play off          |
| Účastník play out                    |

## Hráčské statistiky základní části

### Kanadské bodování
Toto je konečné pořadí hráčů podle dosažených bodů. Za jeden vstřelený gól nebo přihrávku na gól hráč získal jeden bod.
| Poř. | Hráč            | Tým               | Z  | G  | A  | B  | TM | +/- |
| ---- | --------------- | ----------------- | -- | -- | -- | -- | -- | --- |
| 1.   | Lukáš Pech      | HC Sparta Praha   | 50 | 20 | 32 | 52 | 40 | 16  |
| 2.   | Dominik Kubalík | HC Škoda Plzeň    | 51 | 29 | 19 | 48 | 22 | 3   |
| 3.   | Petr Vrána      | HC Sparta Praha   | 50 | 21 | 26 | 47 | 34 | 12  |
| 4.   | Jaroslav Bednář | Mountfield HK     | 49 | 11 | 36 | 47 | 12 | 3   |
| 5.   | Michal Vondrka  | Piráti Chomutov   | 51 | 23 | 23 | 46 | 30 | 4   |
| 6.   | Richard Jarůšek | Mountfield HK     | 52 | 19 | 26 | 45 | 36 | 10  |
| 7.   | Ivan Huml       | Piráti Chomutov   | 51 | 18 | 22 | 40 | 56 | 3   |
| 8.   | František Lukeš | HC Verva Litvínov | 52 | 16 | 24 | 40 | 26 | 5   |
| 9.   | Marek Kvapil    | HC Kometa Brno    | 49 | 15 | 25 | 40 | 30 | 4   |
| 10.  | Tomáš Hyka      | BK Mladá Boleslav | 48 | 17 | 21 | 38 | 18 | 8   |

## Změny během sezóny

### Výměny trenérů
V průběhu sezóny došlo ke změnám trenérů. Jejich přehled je uveden v tabulce:
| Tým                 | Datum změny | Kolo | Odvolaný trenér | Nově nastoupivší trenér |
| ------------------- | ----------- | ---- | --------------- | ----------------------- |
| HC Dynamo Pardubice | 20.9.2016   | 5    | Peter Draisaitl | Pavel Rohlík            |
| HC Škoda Plzeň      | 16.10.2016  | 13   | Michal Straka   | Martin Straka           |
| PSG Zlín            | 20.11.2016  | 23   | Rostislav Vlach | Robert Svoboda          |
| HC Dynamo Pardubice | 16.1.2017   | 39   | Pavel Rohlík    | Miloš Holaň             |

## Pavouk play off
|  | Předkolo | Předkolo            | Předkolo        |                   |                 | Čtvrtfinále        | Čtvrtfinále | Čtvrtfinále        |   |  | Semifinále | Semifinále | Semifinále         |   |  | Finále | Finále | Finále |
|  |          |                     |                 |                   |                 |                    |             |                    |   |  |            |            |                    |   |  |        |        |        |
|  | 8.       | HC Vítkovice Ridera | 2               |                   |                 |                    |             |                    |   |  |            |            |                    |   |  |        |        |        |
|  | 9.       | HC Škoda Plzeň      | 3               |                   |                 |                    |             |                    |   |  |            |            |                    |   |  |        |        |        |
|  | 9.       | HC Škoda Plzeň      | 3               |                   | 1.              | Bílí Tygři Liberec | 4           |                    |   |  |            |            |                    |   |  |        |        |        |
|  |          |                     |                 |                   | 1.              | Bílí Tygři Liberec | 4           |                    |   |  |            |            |                    |   |  |        |        |        |
|  |          |                     | 9.              | HC Škoda Plzeň    | 2               |                    |             |                    |   |  |            |            |                    |   |  |        |        |        |
|  |          |                     | 9.              | HC Škoda Plzeň    | 2               |                    |             |                    |   |  |            |            |                    |   |  |        |        |        |
|  |          |                     |                 |                   |                 |                    |             |                    |   |  |            |            |                    |   |  |        |        |        |
|  |          |                     |                 |                   |                 |                    |             |                    |   |  |            |            |                    |   |  |        |        |        |
|  |          |                     |                 |                   |                 |                    | 1.          | Bílí Tygři Liberec | 4 |  |            |            |                    |   |  |        |        |        |
|  |          |                     |                 |                   |                 |                    |             |                    | 4 |  |            |            |                    |   |  |        |        |        |
|  |          | 7.                  | Piráti Chomutov | 2                 |                 |                    |             |                    |   |  |            |            |                    |   |  |        |        |        |
|  | 7.       | 7.                  | Piráti Chomutov | 2                 | Piráti Chomutov | 3                  |             |                    |   |  |            |            |                    |   |  |        |        |        |
|  | 7.       |                     |                 |                   | Piráti Chomutov | 3                  |             |                    |   |  |            |            |                    |   |  |        |        |        |
|  | 10.      | BK Mladá Boleslav   | 2               |                   |                 |                    |             |                    |   |  |            |            |                    |   |  |        |        |        |
|  | 10.      | BK Mladá Boleslav   | 2               |                   | 2.              | HC Oceláři Třinec  | 2           |                    |   |  |            |            |                    |   |  |        |        |        |
|  |          |                     |                 |                   | 2.              | HC Oceláři Třinec  | 2           |                    |   |  |            |            |                    |   |  |        |        |        |
|  |          |                     | 7.              | Piráti Chomutov   | 4               |                    |             |                    |   |  |            |            |                    |   |  |        |        |        |
|  |          |                     | 7.              | Piráti Chomutov   | 4               |                    |             |                    |   |  |            |            |                    |   |  |        |        |        |
|  |          |                     |                 |                   |                 |                    |             |                    |   |  |            |            |                    |   |  |        |        |        |
|  |          |                     |                 |                   |                 |                    |             |                    |   |  |            |            |                    |   |  |        |        |        |
|  |          |                     |                 |                   |                 |                    |             |                    |   |  |            | 1.         | Bílí Tygři Liberec | 0 |  |        |        |        |
|  |          |                     |                 |                   |                 |                    |             |                    |   |  |            |            |                    |   |  |        |        |        |
|  |          | 6.                  | HC Kometa Brno  | 4                 |                 |                    |             |                    |   |  |            |            |                    |   |  |        |        |        |
|  |          | 6.                  | HC Kometa Brno  | 4                 |                 |                    |             |                    |   |  |            |            |                    |   |  |        |        |        |
|  |          |                     |                 |                   |                 |                    |             |                    |   |  |            |            |                    |   |  |        |        |        |
|  |          |                     |                 |                   |                 |                    |             |                    |   |  |            |            |                    |   |  |        |        |        |
|  |          | 4.                  | Mountfield HK   | 4                 |                 |                    |             |                    |   |  |            |            |                    |   |  |        |        |        |
|  |          |                     |                 | 4                 |                 |                    |             |                    |   |  |            |            |                    |   |  |        |        |        |
|  |          |                     | 5.              | HC Verva Litvínov | 1               |                    |             |                    |   |  |            |            |                    |   |  |        |        |        |
|  |          |                     | 5.              | HC Verva Litvínov | 1               |                    |             |                    |   |  |            |            |                    |   |  |        |        |        |
|  |          |                     |                 |                   |                 |                    |             |                    |   |  |            |            |                    |   |  |        |        |        |
|  |          |                     |                 |                   |                 |                    |             |                    |   |  |            |            |                    |   |  |        |        |        |
|  |          |                     |                 |                   |                 |                    | 4.          | Mountfield HK      | 2 |  |            |            |                    |   |  |        |        |        |
|  |          |                     |                 |                   |                 |                    |             |                    | 2 |  |            |            |                    |   |  |        |        |        |
|  |          | 6.                  | HC Kometa Brno  | 4                 |                 |                    |             |                    |   |  |            |            |                    |   |  |        |        |        |
|  |          | 6.                  | HC Kometa Brno  | 4                 |                 |                    |             |                    |   |  |            |            |                    |   |  |        |        |        |
|  |          |                     |                 |                   |                 |                    |             |                    |   |  |            |            |                    |   |  |        |        |        |
|  |          |                     |                 |                   |                 |                    |             |                    |   |  |            |            |                    |   |  |        |        |        |
|  |          | 3.                  | HC Sparta Praha | 0                 |                 |                    |             |                    |   |  |            |            |                    |   |  |        |        |        |
|  |          |                     |                 | 0                 |                 |                    |             |                    |   |  |            |            |                    |   |  |        |        |        |
|  |          |                     | 6.              | HC Kometa Brno    | 4               |                    |             |                    |   |  |            |            |                    |   |  |        |        |        |
|  |          |                     | 6.              | HC Kometa Brno    | 4               |                    |             |                    |   |  |            |            |                    |   |  |        |        |        |
|  |          |                     |                 |                   |                 |                    |             |                    |   |  |            |            |                    |   |  |        |        |        |

### Předkolo

#### Chomutov (7.) – Mladá Boleslav (10.)
| Utkání | Datum     | Domácí            | Výsledek | Hosté             | Třetiny         | Hráč utkání – domácí | Hráč utkání – hosté | Report |
| ------ | --------- | ----------------- | -------- | ----------------- | --------------- | -------------------- | ------------------- | ------ |
| 1.     | 6.3.2017  | Piráti Chomutov   | 1 : 7    | BK Mladá Boleslav | (0:4, 1:3, 0:0) | Jaroslav Mrázek      | Tomáš Hyka          | Zde    |
| 2.     | 7.3.2017  | Piráti Chomutov   | 1 : 6    | BK Mladá Boleslav | (0:1, 0:4, 1:1) | Ivan Huml            | Jakub Orsava        | Zde    |
| 3.     | 9.3.2017  | BK Mladá Boleslav | 1 : 5    | Piráti Chomutov   | (0:3, 1:1, 0:1) | Jakub Orsava         | Ivan Huml           | Zde    |
| 4.     | 10.3.2017 | BK Mladá Boleslav | 1 : 2    | Piráti Chomutov   | (1:0, 0:2, 0:0) | Jakub Orsava         | Ján Laco            | Zde    |
| 5.     | 12.3.2017 | Piráti Chomutov   | 6 : 1    | BK Mladá Boleslav | (2:0, 4:0, 0:1) | Ivan Huml            | František Hrdinka   | Zde    |

Do čtvrtfinále play off postoupil tým Piráti Chomutov, když zvítězil 3:2 na zápasy.

#### Vítkovice (8.) – Plzeň (9.)
| Utkání | Datum     | Domácí              | Výsledek  | Hosté               | Třetiny                    | Hráč utkání – domácí | Hráč utkání – hosté | Report |
| ------ | --------- | ------------------- | --------- | ------------------- | -------------------------- | -------------------- | ------------------- | ------ |
| 1.     | 6.3.2017  | HC Vítkovice Ridera | 3 : 1     | HC Škoda Plzeň      | (1:0, 1:1, 1:0)            | Patrik Bartošák      | Matěj Machovský     | Zde    |
| 2.     | 7.3.2017  | HC Vítkovice Ridera | 3 : 2 PP  | HC Škoda Plzeň      | (0:1, 0:1, 2:0 – 1:0)      | David Květoň         | Matěj Machovský     | Zde    |
| 3.     | 9.3.2017  | HC Škoda Plzeň      | 5 : 3     | HC Vítkovice Ridera | (2:0, 3:2, 0:1)            | Tomáš Svoboda        | Karol Sloboda       | Zde    |
| 4.     | 10.3.2017 | HC Škoda Plzeň      | 5 : 2     | HC Vítkovice Ridera | (2:0, 1:1, 2:1)            | Ondřej Kratěna       | Michal Vandas       | Zde    |
| 5.     | 12.3.2017 | HC Vítkovice Ridera | 1 : 2 PP2 | HC Škoda Plzeň      | (0:0, 0:1, 1:0 – 0:0, 0:1) | Patrik Bartošák      | Matěj Machovský     | Zde    |

Do čtvrtfinále play off postoupil tým HC Škoda Plzeň, když zvítězil 3:2 na zápasy.

### Čtvrtfinále

#### Hradec Králové (4.) – Litvínov (5.)
| Utkání | Datum     | Domácí            | Výsledek | Hosté             | Třetiny         | Hráč utkání – domácí | Hráč utkání – hosté | Report |
| ------ | --------- | ----------------- | -------- | ----------------- | --------------- | -------------------- | ------------------- | ------ |
| 1.     | 13.3.2017 | Mountfield HK     | 2 : 3    | HC Verva Litvínov | (1:1, 0:1, 1:1) | Jaroslav Bednář      | Jaroslav Janus      | Zde    |
| 2.     | 14.3.2017 | Mountfield HK     | 3 : 0    | HC Verva Litvínov | (1:0, 2:0, 0:0) | Jaroslav Bednář      | Jiří Gula           | Zde    |
| 3.     | 17.3.2017 | HC Verva Litvínov | 1 : 4    | Mountfield HK     | (0:1, 1:1, 0:2) | František Lukeš      | Roman Kukumberg     | Zde    |
| 4.     | 18.3.2017 | HC Verva Litvínov | 1 : 2    | Mountfield HK     | (0:1, 1:0, 0:1) | Viktor Hübl          | Patrik Rybár        | Zde    |
| 5.     | 21.3.2017 | Mountfield HK     | 7 : 4    | HC Verva Litvínov | (3:0, 2:2, 2:2) | Jaroslav Bednář      | Michal Trávníček    | Zde    |

Do semifinále play off postoupil tým Mountfield HK, když zvítězil 4:1 na zápasy.

#### Sparta Praha (3.) – Brno (6.)
| Utkání | Datum     | Domácí          | Výsledek | Hosté           | Třetiny               | Hráč utkání – domácí | Hráč utkání – hosté | Report |
| ------ | --------- | --------------- | -------- | --------------- | --------------------- | -------------------- | ------------------- | ------ |
| 1.     | 13.3.2017 | HC Sparta Praha | 2 : 3    | HC Kometa Brno  | (2:0, 0:1, 0:2)       | Tomáš Pöpperle       | Marek Čiliak        | Zde    |
| 2.     | 14.3.2017 | HC Sparta Praha | 2 : 3 PP | HC Kometa Brno  | (2:1, 0:0, 0:1 – 0:1) | Michal Řepík         | Alexandre Mallet    | Zde    |
| 3.     | 17.3.2017 | HC Kometa Brno  | 4 : 3 PP | HC Sparta Praha | (1:3, 2:0, 0:0 – 1:0) | Marcel Haščák        | Martin Gernát       | Zde    |
| 4.     | 18.3.2017 | HC Kometa Brno  | 4 : 1    | HC Sparta Praha | (3:1, 1:0, 0:0)       | Vojtěch Němec        | Lukáš Pech          | Zde    |

Do semifinále play off postoupil tým HC Kometa Brno, když zvítězil 4:0 na zápasy.

#### Třinec (2.) – Chomutov (7.)
| Utkání | Datum     | Domácí            | Výsledek  | Hosté             | Třetiny                    | Hráč utkání – domácí | Hráč utkání – hosté | Report |
| ------ | --------- | ----------------- | --------- | ----------------- | -------------------------- | -------------------- | ------------------- | ------ |
| 1.     | 15.3.2017 | HC Oceláři Třinec | 0 : 2     | Piráti Chomutov   | (0:1, 0:1, 0:0)            | Lukáš Krajíček       | Ján Laco            | Zde    |
| 2.     | 16.3.2017 | HC Oceláři Třinec | 3 : 4 PP  | Piráti Chomutov   | (0:1, 3:2, 0:0 – 0:1)      | Lukáš Krajíček       | Dávid Skokan        | Zde    |
| 3.     | 19.3.2017 | Piráti Chomutov   | 2 : 3 PP  | HC Oceláři Třinec | (0:0, 2:1, 0:1 – 0:1)      | Ján Laco             | Vladimír Roth       | Zde    |
| 4.     | 20.3.2017 | Piráti Chomutov   | 2 : 1     | HC Oceláři Třinec | (0:0, 1:1, 1:0)            | Jakub Sklenář        | Vladimír Dravecký   | Zde    |
| 5.     | 22.3.2017 | HC Oceláři Třinec | 3 : 2 PP2 | Piráti Chomutov   | (1:0, 1:1, 0:1 – 0:0, 1:0) | Peter Hamerlík       | Juraj Valach        | Zde    |
| 6.     | 24.3.2017 | Piráti Chomutov   | 5 : 3     | HC Oceláři Třinec | (1:3, 2:0, 2:0)            | Dávid Skokan         | Jakub Petružálek    | Zde    |

Do semifinále play off postoupil tým Piráti Chomutov, když zvítězil 4:2 na zápasy.

#### Liberec (1.) – Plzeň (9.)
| Utkání | Datum     | Domácí             | Výsledek | Hosté              | Třetiny         | Hráč utkání – domácí | Hráč utkání – hosté | Report |
| ------ | --------- | ------------------ | -------- | ------------------ | --------------- | -------------------- | ------------------- | ------ |
| 1.     | 15.3.2017 | Bílí Tygři Liberec | 3 : 1    | HC Škoda Plzeň     | (2:0, 0:0, 1:1) | Branko Radivojevič   | Petr Kadlec         | Zde    |
| 2.     | 16.3.2017 | Bílí Tygři Liberec | 4 : 2    | HC Škoda Plzeň     | (2:2, 1:0, 1:0) | Milan Bartovič       | Jakub Lev           | Zde    |
| 3.     | 19.3.2017 | HC Škoda Plzeň     | 6 : 3    | Bílí Tygři Liberec | (3:2, 1:1, 2:0) | Tomáš Svoboda        | Petr Jelínek        | Zde    |
| 4.     | 20.3.2017 | HC Škoda Plzeň     | 0 : 4    | Bílí Tygři Liberec | (0:2, 0:0, 0:2) | Petr Kadlec          | Michal Bulíř        | Zde    |
| 5.     | 22.3.2017 | Bílí Tygři Liberec | 3 : 5    | HC Škoda Plzeň     | (3:1, 0:4, 0:0) | Michal Bulíř         | Miroslav Indrák     | Zde    |
| 6.     | 24.3.2017 | HC Škoda Plzeň     | 4 : 5    | Bílí Tygři Liberec | (2:1, 1:3, 1:1) | Dávid Kvasnička      | Mário Bližňák       | Zde    |

Do semifinále play off postoupil tým Bílí Tygři Liberec, když zvítězil 4:2 na zápasy.

### Semifinále

#### Hradec Králové (4.) – Brno (6.)
| Utkání | Datum     | Domácí         | Výsledek | Hosté          | Třetiny                     | Hráč utkání – domácí | Hráč utkání – hosté | Report |
| ------ | --------- | -------------- | -------- | -------------- | --------------------------- | -------------------- | ------------------- | ------ |
| 1.     | 29.3.2017 | Mountfield HK  | 0 : 2    | HC Kometa Brno | (0:0, 0:0, 0:2)             | Patrik Rybár         | Marek Čiliak        | Zde    |
| 2.     | 30.3.2017 | Mountfield HK  | 3 : 0    | HC Kometa Brno | (0:0, 2:0, 1:0)             | Patrik Rybár         | Alexandre Mallet    | Zde    |
| 3.     | 2.4.2017  | HC Kometa Brno | 8 : 0    | Mountfield HK  | (1:0, 3:0, 4:0)             | Ondřej Němec         | Alexandre Picard    | Zde    |
| 4.     | 3.4.2017  | HC Kometa Brno | 0 : 1 SN | Mountfield HK  | (0:0, 0:0, 0:0 – 0:0 – 0:1) | Marek Čiliak         | Patrik Rybár        | Zde    |
| 5.     | 6.4.2017  | Mountfield HK  | 1 : 3    | HC Kometa Brno | (1:1, 0:1, 0:1)             | Tomáš Knotek         | Jakub Krejčík       | Zde    |
| 6.     | 8.4.2017  | HC Kometa Brno | 2 : 1 PP | Mountfield HK  | (0:1, 0:0, 1:0 – 1:0)       | Marek Čiliak         | Patrik Rybár        | Zde    |

Do finále play off postoupil tým HC Kometa Brno, když zvítězil 4:2 na zápasy.

#### Liberec (1.) – Chomutov (7.)
| Utkání | Datum     | Domácí             | Výsledek | Hosté              | Třetiny               | Hráč utkání – domácí | Hráč utkání – hosté | Report |
| ------ | --------- | ------------------ | -------- | ------------------ | --------------------- | -------------------- | ------------------- | ------ |
| 1.     | 31.3.2017 | Bílí Tygři Liberec | 4 : 1    | Piráti Chomutov    | (1:0, 1:0, 2:1)       | Branko Radivojevič   | Ján Laco            | Zde    |
| 2.     | 1.4.2017  | Bílí Tygři Liberec | 4 : 3 PP | Piráti Chomutov    | (1:0, 2:1, 0:2 – 1:0) | Jan Ordoš            | David Kampf         | Zde    |
| 3.     | 4.4.2017  | Piráti Chomutov    | 2 : 0    | Bílí Tygři Liberec | (0:0, 0:0, 2:0)       | Ján Laco             | Ján Lašák           | Zde    |
| 4.     | 5.4.2017  | Piráti Chomutov    | 5 : 3    | Bílí Tygři Liberec | (0:1, 2:0, 3:2)       | Michal Vondrka       | Radim Šimek         | Zde    |
| 5.     | 7.4.2017  | Bílí Tygři Liberec | 2 : 1    | Piráti Chomutov    | (1:1, 1:0, 0:0)       | Radim Šimek          | Ján Laco            | Zde    |
| 6.     | 9.4.2017  | Piráti Chomutov    | 0 : 4    | Bílí Tygři Liberec | (0:1, 0:0, 0:3)       | Michal Vondrka       | Roman Will          | Zde    |

Do finále play off postoupil tým Bílí Tygři Liberec, když zvítězil 4:2 na zápasy.

### Finále

#### Liberec (1.) – Brno (6.)
| Utkání | Datum     | Domácí             | Výsledek | Hosté              | Třetiny               | Hráč utkání – domácí | Hráč utkání – hosté | Report |
| ------ | --------- | ------------------ | -------- | ------------------ | --------------------- | -------------------- | ------------------- | ------ |
| 1.     | 14.4.2017 | Bílí Tygři Liberec | 3 : 4    | HC Kometa Brno     | (2:3, 1:1, 0:0)       | Michal Bulíř         | Jakub Krejčík       | Zde    |
| 2.     | 15.4.2017 | Bílí Tygři Liberec | 3 : 4 PP | HC Kometa Brno     | (1:1, 1:1, 1:1 – 0:1) | Dominik Lakatoš      | Martin Erat         | Zde    |
| 3.     | 18.4.2017 | HC Kometa Brno     | 3 : 0    | Bílí Tygři Liberec | (2:0, 0:0, 1:0)       | Marek Čiliak         | Ján Lašák           | Zde    |
| 4.     | 19.4.2017 | HC Kometa Brno     | 5 : 2    | Bílí Tygři Liberec | (0:0, 4:2, 1:0)       | Martin Erat          | Lukáš Krenželok     | Zde    |

## Nejproduktivnější hráči play off
Toto je konečné pořadí hráčů podle dosažených bodů. Za jeden vstřelený gól nebo přihrávku na gól hráč získal jeden bod.
| Poř. | Hráč            | Tým                | Z  | G  | A  | B  | TM | +/- |
| ---- | --------------- | ------------------ | -- | -- | -- | -- | -- | --- |
| 1.   | Ivan Huml       | Piráti Chomutov    | 17 | 5  | 11 | 16 | 8  | -3  |
| 2.   | Michal Vondrka  | Piráti Chomutov    | 17 | 10 | 4  | 14 | 4  | -4  |
| 3.   | Dominik Lakatoš | Bílí Tygři Liberec | 16 | 8  | 5  | 13 | 8  | 0   |
| 4.   | Jakub Krejčík   | HC Kometa Brno     | 14 | 4  | 9  | 13 | 10 | 9   |
| 5.   | Jan Rutta       | Piráti Chomutov    | 17 | 2  | 11 | 13 | 8  | 0   |
| 6.   | Jakub Valský    | Bílí Tygři Liberec | 16 | 6  | 5  | 11 | 6  | -1  |
| 7.   | Jakub Lev       | HC Škoda Plzeň     | 11 | 4  | 7  | 11 | 12 | -1  |
| 8.   | Ondřej Kratěna  | HC Škoda Plzeň     | 11 | 4  | 7  | 11 | 4  | 1   |
| 9.   | Marcel Haščák   | HC Kometa Brno     | 14 | 4  | 6  | 10 | 8  | 12  |
| 10.  | Marek Kvapil    | HC Kometa Brno     | 14 | 4  | 6  | 10 | 2  | 12  |

## Oumístění
Fázi o umístění se někdy také říká play-out.
| Datum utkání         | Domácí                  | Hosté                   | Výsledek | Třetiny               | Report |
| -------------------- | ----------------------- | ----------------------- | -------- | --------------------- | ------ |
| 1. kolo (7. března)  | PSG Zlín                | HC Dynamo Pardubice     | 6:3      | (1:1, 1:0, 4:2)       |        |
| 1. kolo (7. března)  | HC Olomouc              | HC Energie Karlovy Vary | 2:6      | (0:2, 1:0, 1:4)       |        |
| 2. kolo (10. března) | HC Dynamo Pardubice     | HC Olomouc              | 2:3      | (0:1, 1:1, 1:1)       |        |
| 2. kolo (10. března) | HC Energie Karlovy Vary | PSG Zlín                | 6:4      | (1:1, 2:2, 3:1)       |        |
| 3. kolo (12. března) | PSG Zlín                | HC Olomouc              | 0:2      | (0:0, 0:1, 0:1)       |        |
| 3. kolo (12. března) | HC Dynamo Pardubice     | HC Energie Karlovy Vary | 5:3      | (1:2, 2:1, 2:0)       |        |
| 4. kolo (17. března) | HC Olomouc              | PSG Zlín                | 4:2      | (1:0, 1:1, 2:1)       |        |
| 4. kolo (17. března) | HC Energie Karlovy Vary | HC Dynamo Pardubice     | 7:2      | (2:0, 3:1, 2:1)       |        |
| 5. kolo (19. března) | HC Energie Karlovy Vary | HC Olomouc              | 6:2      | (4:0, 0:0, 2:2)       |        |
| 5. kolo (19. března) | HC Dynamo Pardubice     | PSG Zlín                | 3:2 PP   | (0:1, 1:1, 1:0 – 1:0) |        |
| 6. kolo (21. března) | PSG Zlín                | HC Energie Karlovy Vary | 2:3      | (2:1, 0:0, 0:2)       |        |
| 6. kolo (22. března) | HC Olomouc              | HC Dynamo Pardubice     | 8:2      | (3:1, 1:1, 4:0)       |        |

### Tabulka
| Vysvětlivka     |
| --------------- |
| Účastník baráže |

| Poř. | Tým                     | Z  | V  | VP | PP | P  | VG  | OG  | B  |
| ---- | ----------------------- | -- | -- | -- | -- | -- | --- | --- | -- |
| 11.  | HC Olomouc              | 58 | 21 | 7  | 5  | 25 | 144 | 145 | 82 |
| 12.  | PSG Zlín                | 58 | 18 | 8  | 5  | 27 | 142 | 176 | 75 |
| 13.  | HC Energie Karlovy Vary | 58 | 17 | 1  | 11 | 29 | 138 | 177 | 64 |
| 14.  | HC Dynamo Pardubice     | 58 | 10 | 7  | 5  | 36 | 145 | 209 | 49 |

## Baráž o extraligu
V baráži o extraligovou příslušnost v příštím ročníku se utkaly čtyřkolově každý s každým (celkem 12 kol) poslední dva týmy po play out extraligy (Karlovy Vary a Pardubice) a vítězové semifinále 1. ligy (České Budějovice a Jihlava) o dvě místa v dalším ročníku extraligy.

### Tabulka
| Vysvětlivka                                 |
| ------------------------------------------- |
| Účastník České hokejové extraligy 2017/2018 |
| Účastník 1. ligy 2017/2018                  |

| Poř. | Tým                        | Z  | V | VP | PP | P | VG | OG | B  |
| ---- | -------------------------- | -- | - | -- | -- | - | -- | -- | -- |
| 1.   | HC Dynamo Pardubice        | 12 | 5 | 1  | 3  | 3 | 36 | 31 | 20 |
| 2.   | HC Dukla Jihlava           | 12 | 3 | 5  | 1  | 3 | 32 | 29 | 20 |
| 3.   | HC Energie Karlovy Vary    | 12 | 4 | 2  | 3  | 3 | 30 | 29 | 19 |
| 4.   | ČEZ Motor České Budějovice | 12 | 3 | 1  | 2  | 6 | 20 | 29 | 13 |

- Tým HC Dukla Jihlava postoupil do České hokejové extraligy 2017/2018. Tým HC Energie Karlovy Vary sestoupil do 1. ligy.

### Výsledky
| Kolo | Datum utkání | Domácí                     | Hosté                      | Výsledek | Třetiny                     | Report |
| ---- | ------------ | -------------------------- | -------------------------- | -------- | --------------------------- | ------ |
| 1.   | 28. března   | HC Energie Karlovy Vary    | HC Dukla Jihlava           | 3:4      | (1:1, 1:1, 1:2)             |        |
| 1.   | 28. března   | HC Dynamo Pardubice        | ČEZ Motor České Budějovice | 1:2      | (0:0, 0:1, 1:1)             |        |
| 2.   | 31. března   | HC Dukla Jihlava           | HC Dynamo Pardubice        | 4:3 PP   | (2:1, 0:1, 1:1 – 1:0)       |        |
| 2.   | 31. března   | ČEZ Motor České Budějovice | HC Energie Karlovy Vary    | 3:4      | (1:2, 2:1, 0:1)             |        |
| 3.   | 2. dubna     | HC Energie Karlovy Vary    | HC Dynamo Pardubice        | 4:5 SN   | (1:2, 3:0, 0:2 – 0:0 – 0:1) |        |
| 3.   | 2. dubna     | HC Dukla Jihlava           | ČEZ Motor České Budějovice | 2:1 SN   | (0:0, 0:0, 1:1 – 0:0 – 2:1) |        |
| 4.   | 4. dubna     | HC Dynamo Pardubice        | HC Energie Karlovy Vary    | 2:3 PP   | (0:1, 2:1, 0:0 – 0:1)       |        |
| 4.   | 4. dubna     | ČEZ Motor České Budějovice | HC Dukla Jihlava           | 1:2 PP   | (1:0, 0:0, 0:1 – 0:1)       |        |
| 5.   | 7. dubna     | HC Dukla Jihlava           | HC Energie Karlovy Vary    | 3:2 SN   | (0:0, 1:1, 1:1 – 0:0 – 3:2) |        |
| 5.   | 7. dubna     | ČEZ Motor České Budějovice | HC Dynamo Pardubice        | 2:4      | (1:0, 0:2, 1:2)             |        |
| 6.   | 9. dubna     | HC Dynamo Pardubice        | HC Dukla Jihlava           | 3:1      | (0:1, 0:0, 3:0)             |        |
| 6.   | 9. dubna     | HC Energie Karlovy Vary    | ČEZ Motor České Budějovice | 1:2      | (1:1, 0:1, 0:0)             |        |
| 7.   | 11. dubna    | HC Energie Karlovy Vary    | HC Dukla Jihlava           | 3:0      | (1:0, 2:0, 0:0)             |        |
| 7.   | 11. dubna    | HC Dynamo Pardubice        | ČEZ Motor České Budějovice | 2:3      | (0:1, 1:0, 1:2)             |        |
| 8.   | 14. dubna    | HC Dukla Jihlava           | HC Dynamo Pardubice        | 4:3 SN   | (1:0, 2:0, 0:3 – 0:0 – 1:0) |        |
| 8.   | 14. dubna    | ČEZ Motor České Budějovice | HC Energie Karlovy Vary    | 2:1 PP   | (0:0, 0:0, 1:1 – 1:0)       |        |
| 9.   | 16. dubna    | HC Energie Karlovy Vary    | HC Dynamo Pardubice        | 3:5      | (2:1, 1:3, 0:1)             |        |
| 9.   | 16. dubna    | HC Dukla Jihlava           | ČEZ Motor České Budějovice | 5:1      | (2:0, 0:0, 3:1)             |        |
| 10.  | 18. dubna    | HC Dynamo Pardubice        | HC Energie Karlovy Vary    | 1:2      | (1:0, 0:1, 0:1)             |        |
| 10.  | 18. dubna    | ČEZ Motor České Budějovice | HC Dukla Jihlava           | 2:3      | (0:1, 2:1, 0:1)             |        |
| 11.  | 21. dubna    | HC Dukla Jihlava           | HC Energie Karlovy Vary    | 2:3 PP   | (0:1, 2:1, 0:0 – 0:1)       |        |
| 11.  | 21. dubna    | ČEZ Motor České Budějovice | HC Dynamo Pardubice        | 1:3      | (0:1, 0:0, 1:2)             |        |
| 12.  | 23. dubna    | HC Dynamo Pardubice        | HC Dukla Jihlava           | 4:2      | (2:1, 0:0, 2:1)             |        |
| 12.  | 23. dubna    | HC Energie Karlovy Vary    | ČEZ Motor České Budějovice | 1:0      | (0:0, 1:0, 0:0)             |        |

### Vývoj tabulky
| Klub / Kolo      | 1. | 2. | 3. | 4. | 5. | 6. | 7. | 8. | 9. | 10. | 11. | 12. |
| ---------------- | -- | -- | -- | -- | -- | -- | -- | -- | -- | --- | --- | --- |
| Karlovy Vary     | 3. | 2. | 2. | 2. | 3. | 4. | 4. | 4. | 4. | 3.  | 3.  | 3.  |
| Pardubice        | 4. | 4. | 4. | 4. | 2. | 2. | 3. | 3. | 2. | 2.  | 2.  | 1.  |
| České Budějovice | 2. | 3. | 3. | 3. | 4. | 3. | 2. | 2. | 3. | 4.  | 4.  | 4.  |
| Jihlava          | 1. | 1. | 1. | 1. | 1. | 1. | 1. | 1. | 1. | 1.  | 1.  | 2.  |

## Konečná tabulka
| Pořadí           | Tým                     |
| ---------------- | ----------------------- |
| Zlatá medaile    | HC Kometa Brno          |
| Stříbrná medaile | Bílí Tygři Liberec      |
| Bronzová medaile | Mountfield HK           |
| 4.               | Piráti Chomutov         |
| 5.               | HC Oceláři Třinec       |
| 6.               | HC Sparta Praha         |
| 7.               | HC Verva Litvínov       |
| 8.               | HC Škoda Plzeň          |
| 9.               | HC Vítkovice Ridera     |
| 10.              | BK Mladá Boleslav       |
| 11.              | HC Olomouc              |
| 12.              | PSG Zlín                |
| 13.              | HC Energie Karlovy Vary |
| 14.              | HC Dynamo Pardubice     |

| Umístění         | Mužstvo            | Hráči |
| ---------------- | ------------------ | --- |
| Zlatá medaile    | HC Kometa Brno     | Brankáři: Marek Čiliak • Karel Vejmelka Obránci: Jozef Kováčik • Michal Gulaši • Jakub Krejčík • Peter Trška • Ondřej Němec • Tomáš Bartejs • Tomáš Malec • Jan Štencel • Libor Zábranský • Filip Král Útočníci: Tomáš Vondráček • Martin Erat • Leoš Čermák (C) • Hynek Zohorna • Radim Zohorna • Martin Zaťovič • Jan Hruška • Marcel Haščák • Martin Dočekal • Marek Kvapil • Alexandre Mallet • Tomáš Havránek • Tomáš Vincour • Vojtěch Němec • Martin Nečas • Kamil Brabenec • Jan Káňa Trenéři: Libor Zábranský • Kamil Pokorný • Martin Pešout • Petr Haken                                          |
| Stříbrná medaile | Bílí Tygři Liberec | Brankáři: Ján Lašák • Roman Will Obránci: Lukáš Derner • Tomáš Havlín • Adam Jánošík • Petr Kolmann • Tomáš Mojžíš • Michal Plutnar • Filip Pyrochta • Martin Ševc • Radim Šimek • Ondřej Vitásek Útočníci: Milan Bartovič • Mário Bližnák • Michal Bulíř • Kryštof Hrabík • Petr Jelínek • Lukáš Krenželok • Dominik Lakatoš • Jan Ordoš • Branko Radivojevič (C) • Jan Stránský • Vladimír Svačina • Jakub Valský • Lukáš Vantuch • Jaroslav Vlach Trenéři: Filip Pešán • Karel Mlejnek |
| Bronzová medaile | Mountfield HK      | Brankáři: Ondřej Kacetl • Jaroslav Pavelka • Patrik Rybár Obránci: Martin Bača • Jindřich Barák • Zdeněk Čáp • Stanislav Dietz • Blaž Gregorc • Štepán Havránek • Jake Newton • Martin Pláněk • Karel Plášil • Martin Štajnoch • René Vydarený Útočníci: Jaroslav Bednář (C) • Rudolf Červený • Rastislav Dej • Michal Dragoun • Jaroslav Dvořák • Andris Džerinš • Richard Jarůšek • Tomáš Knotek • Bedřich Köhler • Ondřej Kopta • Roman Kukumberg • Lukáš Nedvídek • Radovan Pavlík • Alexandre Picard • David Šafranek • Jiří Šimánek • Jan Veselý Trenéři: Václav Sýkora • Pavel Hynek • Tomáš Martinec |

## Rozhodčí
Při utkání 2. kola Škoda Plzeň - Oceláři Třinec byl trefen tečovaným kotoučem čárový arbitr Tomáš Pešek, který zápas nemohl z důvodu vyražených zubů, tržné rány na rtu a podezřením na otřes mozku dopískat. Peška nahradil od 2. třetiny tehdy prvoligový Ondřej Malý.
Při utkání 1. čtvrtfinále Sparta Praha - HC Kometa Brno byl zasažen holí hlavní arbitr Vladimír Pešina. Zápas nemohl dokončit z důvodu 2 stehů v oblasti rtu, a proto byl donucen druhý hlavní arbitr Daniel Pražák pískat sám. Od 3. třetiny mu pomohl zápas dopískat Pavel Hodek.
Při utkání 6. semifinále HC Kometa Brno - Mountfield Hradec Králové byl zapleten do srážky 2 hráčů i čárový rozhodčí Tomáš Brejcha, který upadl na hlavu a s podezřením na otřes mozku byl převezen do nemocnice. V prodloužení pískal místo něj na čáře druholigový Pavel Mikšík.

### Hlavní
- Všichni

- 2 Robert Čech
- 4  Oldřich Hejduk
- 5  Pavel Hodek
- 7  Tomáš Horák
- 8  René Hradil
- 9  Jan Hribik
- 10 Petr Lacina
- 12 Roman Mrkva
- 14 Alexander Pavlovič
- 15 Vladimír Pešina
- 16 Roman Polák
- {18 Štěpán Souček
- 19 Roman Svoboda
- 21 Robin Šír
- 23 Petr Úlehla
- 58 Lukáš Krob (do 9. kola)
- 59 Miroslav Petružálek
- 60 Daniel Pražák
- 64 Vjačeslav Bulanov (od 19. kola)
- 65 Lukáš Bejček (od 31. kola)
- 66 Adam Kika (od 31. kola)
- 67 Zbyněk Kubičík (od 31. kola)

### Čároví
- Všichni

- 25 Stanislav Barvíř – 27 Petr Blümel
- 26 Jaromír Bláha – 51 Josef Špůr
- 28 Tomáš Brejcha – 49 Libor Suchánek
- 30 Jiří Flegl – 47 David Polonyi
- 31 Jakub Frodl – 53 Kamil Zavřel
- 32 Jiří Gebauer – 42 Vít Lederer
- 33 Tomáš Gerát – 35 Daniel Hynek
- 34 Marek Hlavatý – 52 Rudolf Tošenovjan
- 43 Miroslav Lhotský – 50 Jiří Svoboda
- 41 Vít Komárek – 45 Jiří Ondráček
- 46 Tomáš Pešek – 37 David Jelínek
- 63 Jiří Rozlílek – 61 Ondřej Kokrment
- 70 Jiří Ganger (od 2. kola play-out) – 71 Václav Hanzlík (od 2. kola play-out)
- 54 Michal Zíka – 62 Petr Kotlík

### Hlavní
- Tobias Wehrli
- Andreas Harnebring
- Jozef Kubuš
- Daniel Konc
- Milan Novák
- Róbert Müllner
- Marian Rohatsch
- Vladimír Baluška
- Mikko Kaukokari

### Čároví
Do sezóny 2016/17 nenastoupil žádný mezinárodní čárový rozhodčí.